# Júlia (filla d'August)
Júlia (en llatí Julia Augusti filia; Roma, 30 octubre 39 aC - Reggio de Calàbria, 14 dC) va ser filla d'August i Escribònia. Era la seva única filla.

## Biografia

### Joventut
Va néixer l'any 39 aC, i pocs dies després els seus pares es van divorciar.
Júlia va ser educada amb la màxima rigidesa i cura. Les normes de la cort imperial eren senzilles, i les tasques associades al seu rang i estat consistien en labors amb el teler i l'agulla. Es portava un registre diari dels seus estudis i ocupacions, les seves paraules, les seves accions i les seves amistats eren rigorosament controlades.

### Tres matrimonis
El 25 aC es va casar amb son cosí Marc Marcel, fill d'Octàvia, i quan aquest va morir l'any 23 aC, sense haver tingut fills, es va casar amb Marc Vipsani Agripa amb el que va tenir tres fills: Gai Agripa, Luci Agripa i Pòstum Agripa, i dues filles: Júlia i Agripina.
Nicolau Damascè i Flavi Josep mencionen que Júlia va viatjar per trobar-se amb Agripa a l'Àsia Menor l'any 17 aC, on feia una campanya militar. Júlia es va veure atrapada en una inundació a Ílion (Troia), i gairebé es va ofegar. Agripa estava furiós, i en la seva ira va multar a les autoritats locals amb 100.000 dracmes. La multa era molt forta, però ningú es va enfrontar a Agripa per demanar una rebaixa. Però Herodes el Gran, rei de Judea, es va dirigir a Agripa i va demanar perdó. Agripa va retirar la multa. A la primavera de l'any 16 aC, Agripa i Júlia van iniciar un viatge per les províncies orientals, on van visitar Herodes. El mes d'octubre del 14 aC, la parella va viatjar a Atenes, on Júlia va donar a llum Agripina.
A la mort d'Agripa l'any 12 aC, August va pensar per Júlia en un marit de l'orde eqüestre i va triar Gai Proculeu. Però després la va prometre a un fill de Marc Antoni i més tard a Cotisó rei dels getes (probablement un dels Cotis rei dels odrisis), fins que al final es va decantar per Tiberi que després va ser emperador.
Tiberi es va haver de divorciar de Vipsània Agripina (filla d'un matrimoni anterior d'Agripa), una dona a la que s'estimava molt. Suetoni explica que Tiberi tenia una mala opinió del caràcter de Júlia, i Tàcit afirma que ella va menysprear a Tiberi considerant-lo un partit poc interessant i fins i tot va enviar un missatge al seu pare, escrit per Semproni Grac, el seu amant, denunciant-lo. El matrimoni no va funcionar gairebé des del principi, i un fill que van tenir en comú va morir infant. Cap a l'any 6 aC, quan Tiberi disgustat amb les infidelitats de Júlia, va marxar cap a Rodes en un exili voluntari, la parella ja s'havia separat. August va conèixer la conducta de la seva filla abans de la tornada de Tiberi a Itàlia. Encara que la intervenció de Lívia (la mare de Tiberi) la va perjudicar i que els historiadors no li van ser favorables, la seva conducta llicenciosa no admetia dubte i tenia relacions i orgies amb tota mena de romans de classes altes i baixes.

### Deportació i últims anys
La indignació d'August en conèixer el que tot Roma sabia va esclatar, i la va amenaçar de mort, i va explicar al Senat tota la seva vergonya, però només la va condemnar a l'exili a l'illa de Pandatària a la costa de Campània, exili que va compartir amb la seva mare Escribònia. Quan més tard es van rebre peticions per fer-la tornar no les va atendre, peticions que cap al final del seu regnat van ser freqüents, perquè la gent estimava Júlia, i temia Livia i Tiberi. Durant l'exili no se li deixava tenir cap luxe i no es permetien visites excepte si el mateix August les autoritzava. Cinc anys després va ser traslladada a Rhegium on es van atenuar les privacions però se li va prohibir sortir de la ciutat. Al seu testament August no li va deixar pràcticament res i va prohibir que les seves restes fossin enterrades al seu mausoleu.
Quan va pujar al poder Tiberi, l'exili va tornar a ser rigorós. Se li negava el subsidi al que tenia dret, i no se la va deixar accedir als diners que el seu pare l'hi havia deixat en testament. Finalment va ser tancada en solitari en una casa l'any 13 on hi va morir l'any 14 als 54 anys.

## Llegat i caràcter
Macrobi ha conservat diversos exemples de l'enginy de Júlia en les seves converses. Ha dibuixat el seu caràcter intel·lectual amb menys prejudicis que els que donen generalment els relats dels altres cronistes romans.